# Pteropus rufus
Pteropus rufus, también llamado zorro volador de Madagascar,  es un murciélago frugívoro perteneciente a la familia Pteropodidae, género Pteropus. Es endémico de Madagascar. Su hábitat natural son los bosques tropicales o subtropicales.  Se alimenta principalmente de fruta, flores, néctar y hojas. Sus poblaciones están disminuyendo por pérdida del hábitat y caza por el hombre. Mide entre 23 y 27 cm de largo, de 100 a 125 cm de envergadura y pesa entre 500 y 750 g.